# Lubo
Lubo è un film del 2023 diretto da Giorgio Diritti, tratto dal romanzo di Mario Cavatore Il seminatore.

## Trama
Nell'inverno del 1939, lo jenisch Lubo, un artista di strada nomade, viene brevemente coscritto nell'esercito svizzero per proteggere i confini da un'eventuale invasione tedesca, per poi scoprire che, in sua assenza, la polizia ha preso i suoi tre figli e la sua amata moglie è morta nel tentativo di impedirlo: i bambini verranno affidati dalla fondazione Pro Juventute a orfanotrofi e famiglie adottive svizzere come parte di Kinder der Landstrasse, un programma nazionale mirato a sradicare cultura e tradizioni degli jenisch su ispirazione dei princìpi dell'eugenetica. 

## Produzione
Le riprese sono durate nove settimane, dall'ottobre al dicembre del 2022, e si sono tenute in Piemonte (Orta San Giulio, Cannero Riviera, Baveno, Ameno, Arona, Stresa, Domodossola, Acqui Terme, Miasino), nella provincia autonoma di Trento (dintorni di Ala e Rovereto), nella provincia autonoma di Bolzano (Malga Fane, presso Valles) e in Svizzera (Bellinzona).

## Promozione
La prima clip del film è stata diffusa online il 26 luglio 2023.

## Distribuzione
È stato presentato in anteprima il 7 settembre 2023 in concorso alla 80ª Mostra internazionale d'arte cinematografica di Venezia. È stato distribuito nelle sale cinematografiche italiane da 01 Distribution a partire dal 9 novembre 2023.

## Riconoscimenti
- 2023 - Mostra internazionale d'arte cinematografica
  - In concorso per il Leone d'oro